# Чешниці-при-Моравчах
Чешниці-при-Моравчах (словен. Češnjice pri Moravčah) — поселення в общині Моравче, Осреднєсловенський регіон, Словенія. 
Висота над рівнем моря: 368,4 м.